# Ajjar

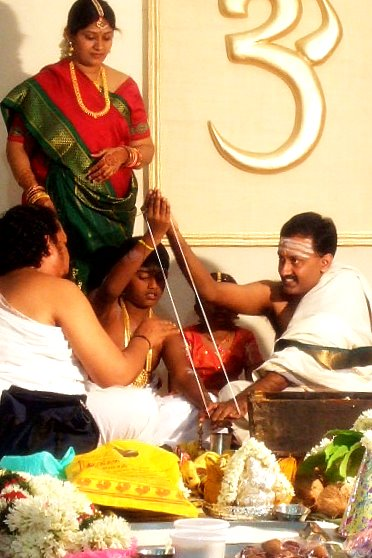
Ceremonia świętego sznura wśród Ajjarów

Ajjar (tamil. அய்யர்; kannada: ಅಯ್ಯರ್; malajalam: അയ്യര; zapis w języku angielskim: Iyer, Ayyar, Aiyar, Ayer lub Aiyer) – podgrupa braminów południowoindyjskich. Określani bywają również mianem Śāstri. Drugą główną grupą braminów tamilskich są ajjangarowie.
Ajjarowie są wyznawcami doktryny adwajtawedanty zaproponowanej przez Śankarę.